# Martina Weil
Pour les articles homonymes, voir Weil.
Martina Weil (née le 12 juillet 1999 à Santiago) est une athlète chilienne, spécialiste du 200 mètres et du 400 mètres. 

## Biographie
Fille du lanceur de poids chilien Gert Weil et de la sprinteuse colombienne Ximena Restrepo, Martina Weil Restrepo ne se consacre à l'athlétisme qu'à partir de ses 16 ans. Elle se distingue en 2018 en remportant le 400 mètres des championnats d'Amérique du Sud U23. Ses 52 s 60 constituent le nouveau record du Chili.
En 2019 elle poursuit des études d'ingénierie chimique à l'université du Tennessee, mais les résultats sportifs ne sont pas à la hauteur des espérances.
En décembre 2021 elle est médaillée d'or sur 400 m lors des Jeux panaméricains U23 en améliorant son record : 52 s 35.
En 2022 Martina Weil rejoint le groupe de Jacques Borlée. A l'occasion de championnats de Belgique elle bat son record du Chili avec un temps de 51 s 90. Début 2023 elle bat le record du 200 m en salle à Gand en 23 s 29. Sur 400 m elle continue sa progression avec 51 s 67 à Liège puis 51 s 34 à Rhede.
Au mois de juillet elle réalise successivement 51 s 29 à La Chaux-de-Fonds et 51 s 07 à Chorzow. Elle devient championne d'Amérique du Sud à São Paulo en courant en 51 s 11 en finale. Elle conclut sa saison avec Jeux panaméricains qui se déroulent à Santiago avec l amédaille d'or sur 400 m et l'argent sur le relais 4 × 100 m.

### Palmarès
| Date | Compétition                    | Lieu       | Résultat | Épreuve   | Performance   |
| ---- | ------------------------------ | ---------- | -------- | --------- | ------------- |
| 2017 | Championnats d'Amérique du Sud | Asuncion   | 3e       | 4 × 400 m | 3 min 40 s 00 |
| 2018 | Jeux sud-américains            | Cochabamba | 2e       | 4 × 400 m | 3 min 33 s 42 |
| 2021 | Championnats d'Amérique du Sud | Guayaquil  | 2e       | 4 × 400 m | 3 min 34 s 89 |
| 2022 | Jeux sud-américains            | Asuncion   | 2e       | 400 m     | 51 s 92       |
| 2022 | Jeux sud-américains            | Asuncion   | 3e       | 4 × 400 m | 3 min 37 s 58 |
| 2023 | Championnats d'Amérique du Sud | São Paulo  | 4e       | 200 m     | 23 s 16       |
| 2023 | Championnats d'Amérique du Sud | São Paulo  | 1re      | 400 m     | 51 s 11       |
| 2023 | Championnats d'Amérique du Sud | São Paulo  | 3e       | 4 × 400 m | 3 min 35 s 39 |
| 2023 | Jeux panaméricains             | Santiago   | 1re      | 400 m     | 51 s 48       |
| 2023 | Jeux panaméricains             | Santiago   | 2e       | 4 × 100 m | 44 s 19       |

### Records
| Épreuve                 | Performance  | Lieu    | Date             |
| ----------------------- | ------------ | ------- | ---------------- |
| 200 mètres              | 23 s 14      | Deinze  | 3 septembre 2022 |
| 200 mètres piste courte | 23 s 29 (RN) | Gand    | 19 février 2023  |
| 400 mètres              | 51 s 07 (RN) | Chorzów | 16 juillet 2023  |